# Уросозеро
У́росозеро — населённый пункт в составе Поповпорожского сельского поселения Сегежского района Республики Карелия и железнодорожная станция Петрозаводского отделения Октябрьской железной дороги.

## Общие сведения
Посёлок расположен при одноимённой станции линии железной дороги Санкт-Петербург — Мурманск.

## Население
| 2002 | 2009 | 2010 | 2013 |
| ---- | ---- | ---- | ---- |
| 3    | ↗7   | ↘3   | ↗8   |

## Галерея

Уросозеро
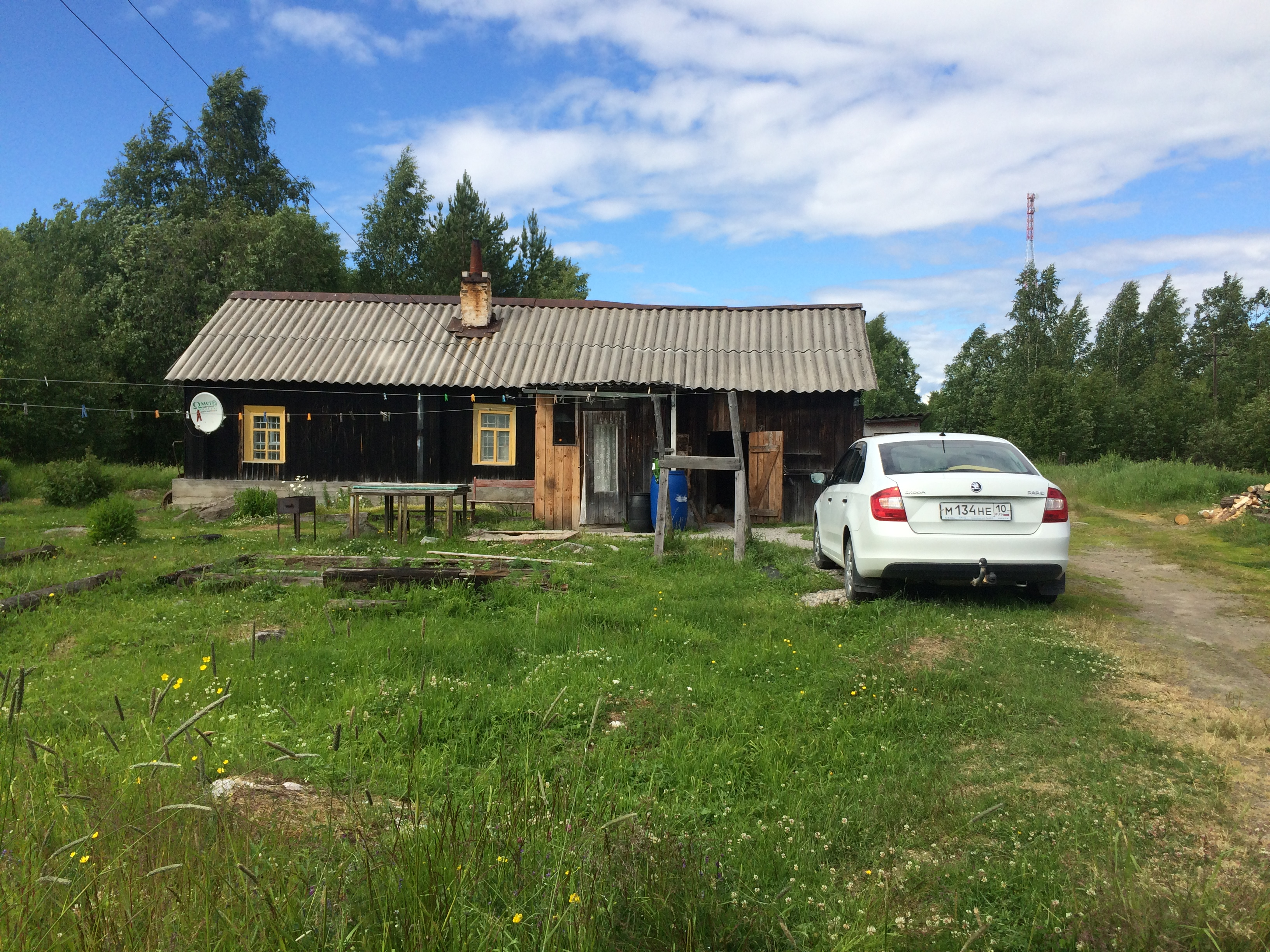
Жилой дом
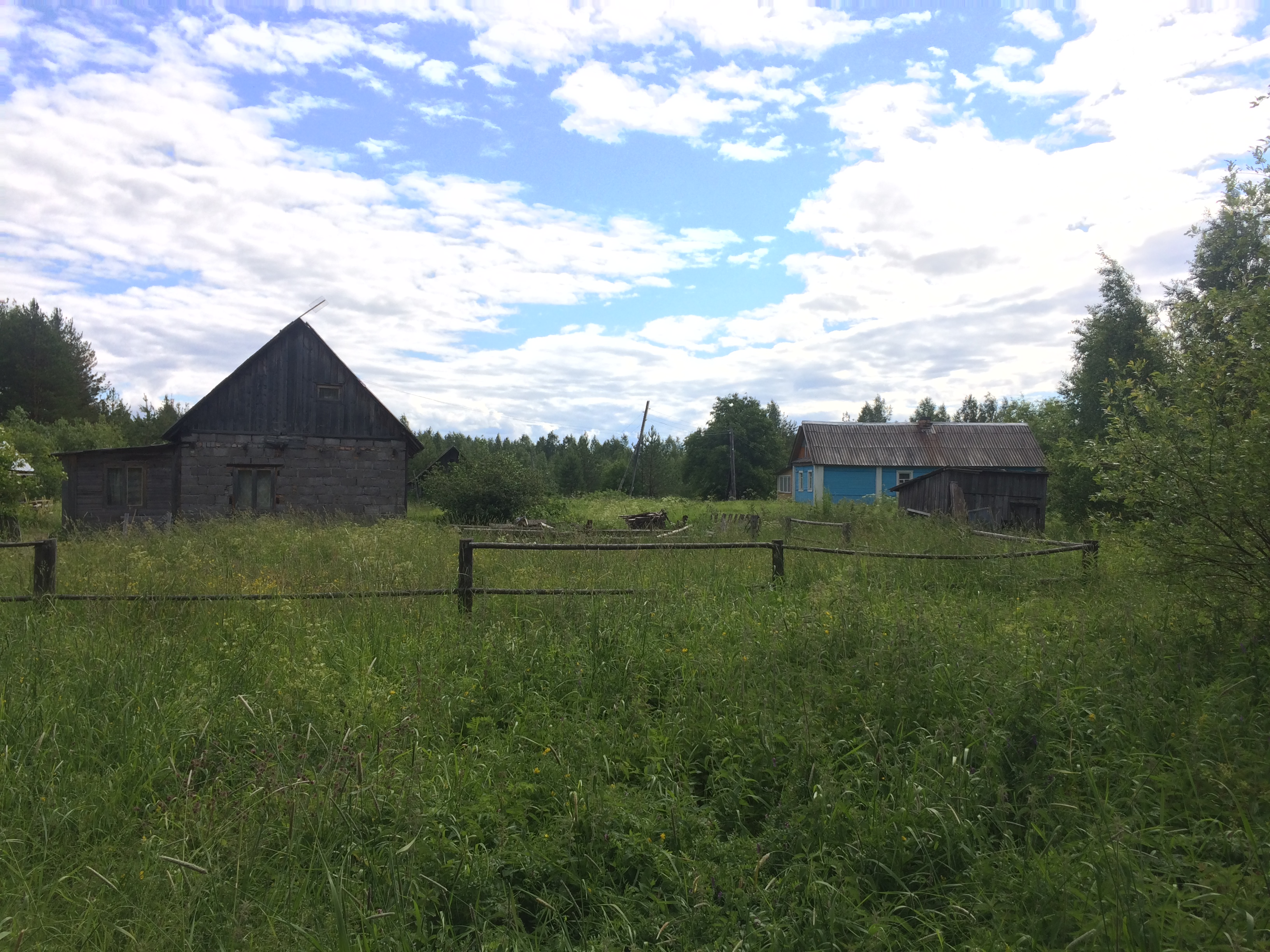
Жилые строения
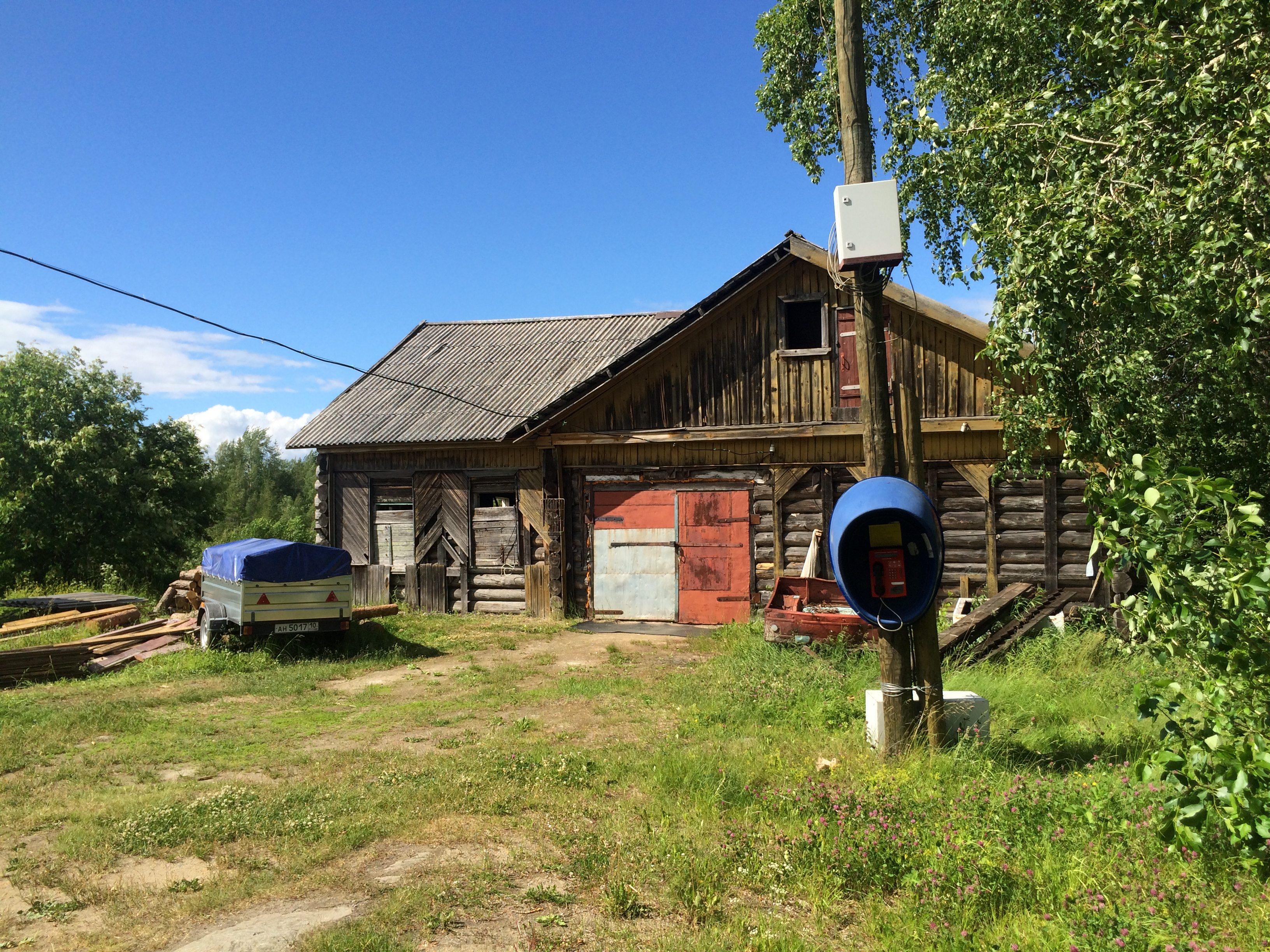
Телефонная будка